# Фанарджян, Варфоломей Артемьевич
Варфоломей Артемьевич (Артёмович) Фанарджян (арм. Բարդուղիմեոս Արտեմի Ֆանարջյան; 1 сентября 1898, Ахалцихе — 3 марта 1976, Ереван) — советский и армянский рентгенолог, член-корреспондент (1960), заслуженный деятель науки Армянской ССР (1940), основатель отделения радиологии Армении.

## Биография
Варфоломей Фанарджян родился 9 января 1898 года в Ахалцихе.
Начальное образование получил в Абастумани. В 1917 году окончил Тбилисский (Грузия) коммерческий колледж. В 1923 году он поступил в Тбилисский медицинский университет, затем перешел на 4 курс медицинского факультета Бакинского университета, который окончил в 1924 году.
В 1925 году правительство Армении отправило его в деловую поездку в Германию. После возвращения работал в Ереванском медицинском институте на кафедре рентгенологии.
Вскоре стал заведующим кафедрой радиологии, доктор медицинских наук, профессор (1936).
С 1946 года — директор Научно-исследовательского института рентгеновской онкологии Министерства здравоохранения Армянской ССР (с 1977 г. им. Б. А. Фанарджяна).
Основал школу рентгенологов, радиологов и онкологов в Армении. Исследовал фундаментальные вопросы рентгенодиагностики гастрита, язвы и рака желудка, заболеваний толстой кишки, органов дыхания. Изучал ангиографию, рентгенодиагностику заболеваний сердца, лучевую терапию рака различной локализации, биологического действия ионизирующих излучений.
Он автор 150 научных работ, в том числе 21 монографии.
По инициативе Фанарджяна также были организованы Республиканский онкологический диспансер, Отделение радиобиологии и Научно-исследовательский институт кардиологии.
В 1971 году он был избран почетным членом президента Рентггенологов и радиологов СССР.
Сын — Виктор, нейрофизиолог, член-корреспондент Российской академии наук (1984).